# Stazione di Genova Pra (1856)
Stazione di Genova Pra 2006-ban bezárt vasútállomás Olaszországban, Genova településen.

## Vasútvonalak
Az állomást az alábbi vasútvonalak érintették:
- Genova–Ventimiglia-vasútvonal

## Kapcsolódó állomások
A vasútállomáshoz az alábbi állomások vannak a legközelebb:
- Palmaro railway halt
- Sant’Antonio railway halt